# چارلی رز (بازیکن فوتبال)
چارلی رز (انگلیسی: Charlie Rose؛ 19 March 1872 – ۱۹۴۹ (۷۶−۷۷ سال)) بازیکن فوتبال اهل پادشاهی متحد بریتانیای کبیر و ایرلند بود.
از باشگاه‌هایی که در آن بازی کرده‌است می‌توان به باشگاه فوتبال کترینگ تاون اشاره کرد.